# Sucidava
Sucidava era una antigua ciudad romana situada en Corabia, al norte del Danubio. 43°45′52″N 24°27′33″E / 43.76444, 24.45917 En ella se encuentra la primera iglesia cristiana de Rumania, además de los restos de un antiguo puente romano sobre el Danubio construido por Constantino el Grande y que unía Sucidava con Oescus (en Mesia). También se encuentra una fuente subterránea que fluye bajo los muros de la ciudad y un museo donde se exponen objetos encontrados en las excavaciones y antiguas reliquias.